# Dvoriște, Stara Zagora
Dvoriște (în bulgară Дворище) este un sat în comuna Gurkovo, regiunea Stara Zagora,  Bulgaria. 

## Demografie
Componența etnică a satului Dvoriște
     Bulgari (78,57%)
     Nicio identificare (21,42%)
     Altele (0%)
La recensământul din 2011, populația satului Dvoriște era de 14 locuitori. Din punct de vedere etnic, majoritatea locuitorilor (78,57%) erau bulgari. Pentru 21,42% din locuitori nu este cunoscută apartenența etnică.